# Любегощи
Любе́гощи (карел. L’ubigora) — село в Весьегонском муниципальном округе Тверской области России. Центр Любегощинского сельского поселения.

## География
Находится в 35 километрах к западу от города Весьегонск, на автодороге «Весьегонск—Любегощи—Сандово» (до Сандово — 28 км).
Расположено на левом берегу реки Реня, между впадающими в неё ручьями Туковка и Смычка.

## История
В XIX веке Любегощи крупное торговое село на пересечении Староустюжского и Смердынского трактов; в середине XIX века относилось к одноимённому приходу и волости Весьегонского уезда Тверской губернии. Считается, что в селе сохранилась усадьба помещиков Калитеевских, которым в волости принадлежало 1600 десятин земли, однако местный историк и старожил Малышев Н. Ф. считает, что изначально это было здание земской больницы. В пользу этого мнения говорит сама архитектура здания. Хотя со стороны дороги имеется портик с колоннадой, но ожидаемого здесь парадного подъезда и входа нет, как нет его и у здания вообще. Имеется только два довольно узких одностворчатых входа. Внутреннее устройство здания тоже никак не напоминает помещичью усадьбу. На самом деле усадьба Калитеевских действительно сохранилась: большое двухэтажное здание усадьбы находится неподалёку, в селе Попово. В 1858 году в Любегощах — 43 двора, 302 жителя, в 1889 — 67 дворов, 371 житель, земское училище, постоялый двор, водяная мельница, 18 торговых лавок, 9 ярмарок в год; промыслы: извоз, торговля. В 1918-25 годах село Любегощи — центр одноимённой волости и сельсовета Весьегонского уезда, в 1919 году — 72 двора, 449 жителей, волисполком, общество потребителей, почтовое отделение, культ.-просвет. кружок.
С 1929 года село являлось центром Любегощского сельсовета Весьегонского района Бежецкого округа Московской области, с 1935 года — в составе Калининской области, с 2005 года — центр Любегощинского сельского поселения, с 2019 года — в составе Весьегонского муниципального округа. 
В 1997 году — 137 хозяйств, 317 жителей. Администрация сельского округа, совхоз «Любегощинский», средняя школа, детсад, больница, ДК, библиотека, магазин.

## Население
| 1859 | 1889 | 1919 | 1997 | 2002 | 2010 |
| ---- | ---- | ---- | ---- | ---- | ---- |
| 372  | ↘371 | ↗449 | ↘317 | ↘286 | ↘237 |

## Достопримечательности
Сохранилась Троицкая церковь с остатками росписей (1888), дом причта (конец XIX в.).